# 粗角叶甲属
粗角叶甲属（学名：Clisitherella）为金花虫科的一个属。

## 下属物种
本属包括以下物种：
- 福建粗角肖叶甲 Clisitherella fukienensis Tan, 1983
- 黑缘粗角肖叶甲 Clisitherella suturalis Chen,1940，模式产地:越南北部[2]